# إدوارد هدسون
إدوارد هدسون (بالإنجليزية: Edward Hudson)‏ هو مبارز بالسيف بريطاني، ولد في 26 مارس 1946.

## وصلات خارجية
- إدوارد هدسون على موقع أوليمبيديا (الإنجليزية)